# Dafnís e Alcimadura
Dafnís e Alcimadura és una de les òperes més importants del barroc. Va ser composta pel músic Joan Josèp Cassanèa de Mondovila i interpretada per primera vegada davant la cort de Lluís XV de França a Fontainebleau el 24 d'octubre de 1754. Els cants són en llengua occitana. Hom la classifica dins l'estil de pastoral llenguadociana. Els germans Grimm n'eren fanàtics.
Es recorda com a destacada la interpretació que se'n va fer a les acaballes del segle XX davant la delegació xinesa com a part dels actes commemoratius de les relacions entre Montpeller i una ciutat xinesa. És llavors quan els músics van redescobrir aquesta òpera tan poc interpretada passada l'època barroca. Ha estat interpretada els darrers anys en un munt d'auditoris francesos, des de París fins a Montpeller passant per Versalles.

## Argument
- Primer acte: Dafnís és un pastor ric. S'enamora d'Alcimadura, però ella el rebutja perquè no confia en ell. Janet, el germà de Dafnís, es proposa de provar de convèncer Alcimadura que Dafnís és un noi molt sincer.
- Segon acte: Janet es disfressa de soldat i se'n va a cercar Alcimadura. Li explica que Dafnís està molt trist perquè està bojament enamorat d'ella.
- Tercer acte: Janet intenta convèncer Alcimadura que serà un bon marit per ella. Ella la rebutja com sempre perquè non vol estar encadenada a l'amor. Un dia Dafnís enganxa la noia a punt de suïcidar-se i ella confessa que l'estima.